# Ladrillo de flores
Un ladrillo de flores es un tipo de jarrón, con forma de cuboide, como un ladrillo de construcción, y diseñado para ser visto con la cara larga hacia el espectador.

## Descripción
Están hechos de un material cerámico, generalmente Cerámica de Delft u otra loza vidriada con estaño. La superficie superior tiene un orificio grande en el que se vierte agua y varios orificios más pequeños en los que se insertan los tallos de las flores, de modo que las flores se mantienen en su posición. Estos vasos son un subtipo del boughpot o tulipiere, que tienen formas más redondeadas. Se cree que fueron el recipiente más común para las flores además de los jarrones en el siglo XVIII.
Algunos expertos han sugerido que estos pueden pudieron haber sido utilizados como portaplumas y tinteros durante el siglo XVII, aunque esto es objeto de debate. Hay pocas representaciones pictóricas sobrevivientes de ellos en uso durante los siglos XVII o XVIII.